# Mittaghorn (berg)
Mittaghorn är ett berg i Schweiz.   Det ligger i distriktet Goms och kantonen Valais, i den centrala delen av landet, 60 km sydost om huvudstaden Bern. Toppen på Mittaghorn är 3 897 meter över havet, eller 205 meter över den omgivande terrängen. Bredden vid basen är 1,2 km.
Terrängen runt Mittaghorn är huvudsakligen mycket bergig. Närmaste större samhälle är Grindelwald, 16,0 km nordost om Mittaghorn. 
Trakten runt Mittaghorn är permanent täckt av is och snö. Trakten runt Mittaghorn är nära nog obefolkad, med mindre än två invånare per kvadratkilometer.